# Lars Ljungström
Lars Teodor Ljungström, född 11 mars 1921 i Härjevads socken, död 26 september 2015, var en svensk jurist och lagman i Sollefteå tingsrätt från 1972 till 1986.
Ljungström blev juris kandidat vid Stockholms högskola 1947 och genomförde tingstjänstgöring 1947–1950, innan han blev fiskal vid Svea hovrätt 1951-1952. Han blev rådman vid Luleå tingsrätt 1972 och var lagman i Sollefteå tingsrätt från 1972 till 1986.
Ljungström var son till folkskollärare John Ljungström och hans maka Karin, född Adolfsson. Han var gift från 1946 med Inga, född Andersson 1924.